# Segovci
Segovci su naselje u slovenskoj Općini Apači. Segovci se nalaze u pokrajini Štajerskoj i statističkoj regiji Pomurju.

## Stanovništvo
Prema popisu stanovništva iz 2002. godine naselje je imalo 311 stanovnika.